# Гавриляк Вільям
 Ві́льям Гавриля́к (нар. 3 жовтня 1915 Шандро, Ламонт, Альберта, Канада — пом. 7 листопада 1975, Едмонтон) — канадський громадський та політичний діяч українського походження. Перший мер українського походження канадського міста Едмонтон, котрий тричі перебував на цій посаді (1951—1959; 1963—1965; 1974—1975). Двічі безуспішно балотувався до Канадського Парламенту як кандидат Ліберальної партії Канади.

## Короткий життєпис
Народився в українській сім'ї: батьки Василь та Анастасія Гавриляки проживали у с. Банилів Вижницького р-ну Чернівецької обл. [джерело?] Переїхав до Едмонтону в 1945 році, заснувавши компанію з виробництва ситра Rose Manufacturing Co. Суспільно-політичною діяльністю зайнявся, будучи вже членом Едмонтонської міськради з 1949 до 1951; став мером Едмонтону в листопаді 1951 року, коли було йому 37 років. Служачи мером міста Едмонтон, з 1951 до 1959 р., знову з 1964 до 1965 р. — неславно подав у відставку двічі ще до закінчення терміну, за підозрілі справи, пов'язані зі земельним фондом. Перебуваючи на посаді втретє з 1974 до 1975 р., помер у своєму офісі від серцевого нападу.
Незважаючи на всякі скандали, пов'язані із його мерством, розбудова міста Едмонтон розвилась таки чи не найбільш за мера Гавриляка, ніж за інших мерів. За нього побудували Бібліотеку Сторіччя (англ. Centennial Library), зараз перейменована на Центральну Бібліотеку ім. Стенлі Мільнера (англ. Stanley A. Milner Library), нову сучасну мерію, міський зоопарк, міст «Ґрот» (англ. Groat Bridge), лікарню «Рояль Александра» (англ. Royal Alexandra Hospital), планетарій ім. Королеви Єлізавети, Форт-Едмонтон Парк, Борден Парк, Парк Коронації, Мейфер Парк (який згодом перейменовано на честь покійного мера на Парк ім. Гавриляка, сконструйовано міський автобан «Yellowhead Trail» (ділянка шосе № 16), який перетинає місто.